# Книга Вей
«Кни́га Ве́й» (кит.: 魏書, Wèi shū) — офіційна історія китайської династії Північна Вей. Завершена 559 року під головною редакцією історика Вея Шоу із Північної Ці. Складається з 130 сувоїв: 14 хронік вейських правителів, 96 біографій визначних діячів, історично-етнографічних записів тощо. Описує події та особистості IV — V ст. Містить цінний матеріал з історії народів та держав Азії: китайців, сянбійців, жужанів, тюрків тощо. Одна з 24 офіційних історій китайських династій. Іншші назви — «Книга Північної Вей» (北魏書), «Книга Пізньої Вей» (後魏書).

## Видання
- 魏收. 魏書 (130卷). 北京: 中華書局, 1973.